# مطار هولونبير هيلار
مطار هولونبير هيلار (بالصينية: 呼伦贝尔海拉尔机场)(إياتا: HLD، إيكاو: ZBLA) يقع في مدينة هايلار في جمهورية الصين الشعبية. كان يُطلق على المطار سابقًا اسم مطار هيلار دونغشان (海拉尔 东山 机场) حتى في 1 يناير 2011.
صنف مطار هايلار دونغشان في المرتبة الثانية والستون في الصين من حيث عدد الركاب عام 2011 وفقًا لإدارة الطيران المدني في الصين، حيث تعامل مع 713,037 راكب، وبلغ إجمالي حركة الطائرات (القادمة والمغادرة) 7,632 طائرة وقد بلغت كمية البضائع المنقولة عبر المطار 2,987 طن.

## شركات الطيران والوجهات
| شركـات طيـران            | الوجهات |
| ------------------------ | --- |
| Air Chang'an             | مطار تونغلياو، مطار شيان شيانيانغ الدولي                                                                                           |
| طيران الصين              | مطار بكين العاصمة الدولي، Chita، مطار تشونغتشينغ جيانغبى الدولي، مطار هانغتشو شياوشان الدولي، مطار ونزهو يونجقيانج الدولي          |
| Air Travel ‏              | مطار كونمينغ جانغشوي الدولي، مطار نانتونغ شينغ دونغ، مطار غينغادو جياودونغ الدولي                                                  |
| خطوط العاصمة بكين الجوية | مطار قوانغتشو باييون الدولي، مطار هوهوت بايتا الدولي                                                                               |
| Chengdu Airlines         | مطار تشانغشا هوانغوا الدولي، مطار تشنغدو شوانغليو الدولي، مطار جينان الدولي، مطار تيانجين الدولي                                   |
| طيران الصين اكسبرس       | مطار هوهوت بايتا الدولي، مطار داكسينجانلينج أورقين، مطار زالانتون جنكيز خان                                                        |
| خطوط جنوب الصين الجوية   | مطار قوانغتشو باييون الدولي، مطار ووهان تيانهي الدولي                                                                              |
| China United Airlines    | مطار بكين داشينغ الدولي، مطار شانغهاي بودنغ الدولي، مطار شيجياتشوانغ تشنغدينغ الدولي، مطار أولانهوت، مطار ونزهو يونجقيانج الدولي   |
| Fuzhou Airlines          | مطار هاربين الدولي، مطار هوهوت بايتا الدولي                                                                                        |
| خطوط هاينان الجوية       | مطار بكين العاصمة الدولي |
| Hebei Airlines           | مطار فوتشنغ بيهاي، مطار شيجياتشوانغ تشنغدينغ الدولي                                                                                |
| Hunnu Air                | مطار جنكيز خان الدولي الجديد |
| Jiangxi Air              | مطار هوهوت بايتا الدولي، مطار نانتشانغ تشانغبى الدولي                                                                              |
| خطوط جونياو الجوية       | مطار شانغهاي بودنغ الدولي |
| طيران لونج               | مطار قوانغتشو باييون الدولي |
| خطوط لاكي الجوية         | مطار تشنغتشو الدولي |
| Ruili Airlines           | مطار جينان الدولي، مطار يانتاي بينجلاي الدولي                                                                                      |
| Qingdao Airlines         | مطار تشانغشا هوانغوا الدولي، مطار هاربين الدولي، مطار هوهوت بايتا الدولي، مطار غينغادو جياودونغ الدولي، مطار يانتاي بينجلاي الدولي |
| خطوط شاندونغ الجوية      | مطار هايكو ميلان الدولي، مطار تيانجين الدولي، مطار شيامن قاوتشي الدولي                                                             |
| خطوط شانغهاي الجوية      | مطار شانغهاي هونغكياو الدولي |
| خطوط سيتشوان الجوية      | مطار تشنغدو تيانفو الدولي |
| سبرينغ (شركة طيران)      | مطار شيجياتشوانغ تشنغدينغ الدولي                                                                                                   |
| خطوط سوبارنا الجوية      | مطار شينزين باوان الدولي |
| خطوط تيانجين الجوية      | مطار تشيفنغ يولونغ، مطار هوهوت بايتا الدولي، مطار تيانجين الدولي، مطار يولين يو يانغ                                               |
| West Air ‏                | مطار حيفي شينكياو الدولي |